# Romell Quioto
Romell Samir Quioto Robinson (ur. 9 sierpnia 1991 w Balfate) – honduraski piłkarz występujący na pozycji skrzydłowego lub napastnika, reprezentant Hondurasu, od 2020 roku zawodnik irańskiego Teraktor Sazi Tebriz.

## Kariera klubowa
Quioto jest wychowankiem zespołu Unión Ájax, w którym występował razem ze swoim bratem – Loganem. Następnie przeszedł do klubu CD Vida z siedzibą w mieście La Ceiba. W sezonie Clausura 2010 zadebiutował w lidze, strzelając wówczas także pierwszego gola w najwyższej klasie rozgrywkowej – 7 marca 2010 roku w wygranym 4:1 meczu z Realem Juventud. Na koniec sezonu zajął z Vidą trzecie miejsce w ligowej tabeli. Wynik ten powtórzył z drużyną również rok później, w rozgrywkach Clausura 2011. W maju 2012 roku Quioto trafił na testy do Wisły Kraków, do której został wypożyczony w lipcu na rok z opcją pierwokupu. W barwach „Białej Gwiazdy” zadebiutował 11 sierpnia w meczu Pucharu Polski z Lubońskim KS, wygranym przez Wisłę 5:0. Po rundzie jesiennej sezonu 2012/2013, krakowski klub zdecydował o skróceniu okresu wypożyczenia piłkarza.

## Kariera reprezentacyjna
W 2012 roku Quioto znalazł się w kadrze reprezentacji Hondurasu U-23 na eliminacje do Igrzysk Olimpijskich w Londynie. Wystąpił wówczas w przegranym 0:3 spotkaniu fazy grupowej z Meksykiem, a także w finałowym meczu z tym samym rywalem, w którym wpisał się na listę strzelców. Jego drużyna przegrała 1:2, jednak zakwalifikowała się na igrzyska. W czerwcu został powołany do szerokiej 22-osobowej kadry Hondurasu na przygotowania do Igrzysk Olimpijskich. Ostatecznie nie znalazł się w ścisłej kadrze na ten turniej.
Pierwsze powołanie do seniorskiej reprezentacji Hondurasu Quioto otrzymał od kolumbijskiego selekcjonera Luisa Fernando Suáreza. W kadrze narodowej zadebiutował 29 lutego 2012 roku w przegranym 0:2 meczu towarzyskim z Ekwadorem, kiedy to pojawił się na placu gry w 62. minucie, zmieniając Anthony’ego Lozano.